# Rindergiraffen

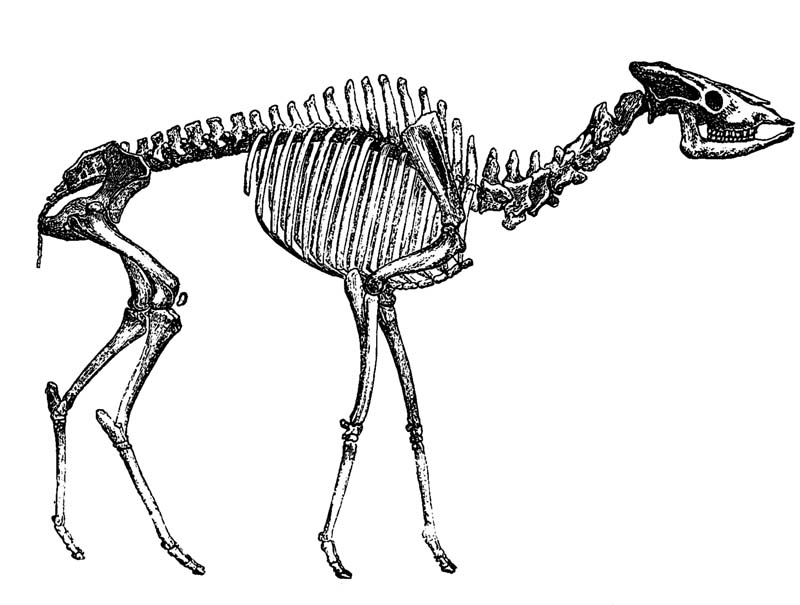
Skelett von Helladotherium

Die Rindergiraffen (Sivatheriinae) waren eine Unterfamilie fossiler giraffenartiger Huftiere, die ihre Blütezeit im Oberen Miozän, im Pliozän und Pleistozän hatten.
Der wissenschaftliche Name leitet sich von den Sedimentablagerungen am Fuße der Siwaliks-Gebirgskette in Pakistan ab, in denen 1832 die ersten fossilen Überreste des Indratheriums (benannt nach der Hindu-Gottheit Indra) von Hugh Falconer und Proby Thomas Cautley entdeckt wurden. Der Lebensraum der Rindergiraffen waren die gemäßigten Zonen Afrikas, Europas (vor allem im Mittelmeerraum und in Griechenland) und Asiens.

## Systematik
Zu dieser Unterfamilie gehörten unter anderem folgende Gattungen:
- Birgerbohlinia
- Griquatherium
- Helladotherium
- Indratherium
- Libytherium
- Orangiatherium
- Bramatherium
- Hydaspitherium
- Sivatherium
- Vishnutherium

Die Rindergiraffen erschienen erstmals im Oberen Miozän in Eurasien etwa zeitgleich mit den Giraffinen, zu denen die heutige Giraffe (Giraffa camelopardalis) zählt. Am bekanntesten ist das Sivatherium aus Indien (Sivatherium giganteum). Es hatte keine Ähnlichkeit mit den heutigen Giraffen, sondern eher die Morphologie einer untersetzten Antilope oder eines Büffels. Es hatte kurze Beine und einen kurzen Hals, erreichte aber ein Gewicht von 400 Kilogramm und eine Höhe von drei Metern. Der mächtige Schädel war etwa 90 Zentimeter lang. Von den vier großen fellumkleideten Stirnzapfen waren die hinteren schaufelförmig und die Schnauze war – ähnlich wie bei einem Elch – recht breit. Es ernährte sich vermutlich von Gras. Die Gattungen Lybitherium, Orangiotherium und Griquatherium werden häufig zu Sivatherium gerechnet.
Sivatherium maurusium war das Afrikanische Sivatherium. Die fossilen Überreste wurden in Marokko (Ahl al Oughlam), in Dschibuti und in der Olduvai-Schlucht gefunden.
Eine weitere Art war Birgerbohlinia schaubei, die auch als „Europäische Rindergiraffe“ bezeichnet wird. Sie war im Mittelmeerraum beheimatet, wog etwa 220 kg, erreichte eine Höhe von zwei Metern und besaß zwei große Stirnzapfen. Sie starb vor einer Million Jahren aus. Benannt wurde sie nach dem schwedischen Paläontologen Birger Bohlin, der in den 1920er Jahren die umfangreichste Klassifizierung der Giraffenartigen vornahm. Helladotherium war eine der frühen Formen und wird gelegentlich für ein Weibchen von Hydaspitherium gehalten.

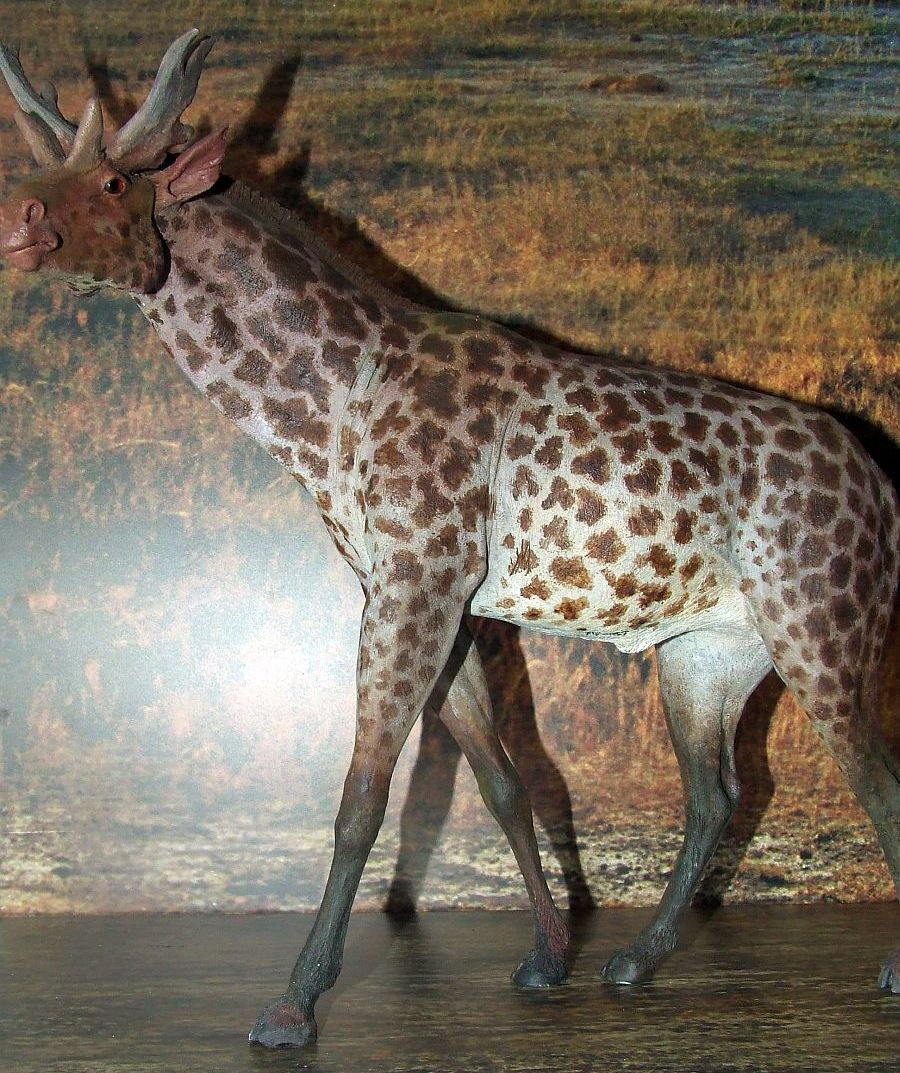
Rekonstruktion eines Sivatherium im polnischen Muzeum Ewolucji in Warschau

Die meisten Arten lebten vor zwei Millionen Jahren am Übergang des Pliozäns zum Pleistozän. Die letzten Vertreter starben während des Pleistozäns aus. Gelegentlich wird spekuliert, dass einige bis vor etwa 8.000 Jahren überlebt haben könnten. Diese Vermutungen stützen sich auf eine sumerische Bronzefigur und Höhlenmalereien aus der Sahara, die Geschöpfe zeigen, welche entfernt an Sivatherien erinnern.